# Трелёвский, Кацпер
Ка́цпер Трелёвский (пол. Kacper Trelowski; 19 августа 2003, Ченстохова) — польский футболист, вратарь клуба «Ракув».

## Клубная карьера
Кацпер Трелёвский родился в городке Ченстохова и является воспитанником местного клуба «Ракув». В 2019 году вратарь присоединился к основному составу команды.
Для набора игровой практики вторую половину сезона Кацпер провёл в аренде в клубе Второго дивизиона «Сокул» из города Оструда. Следующий сезон начал уже как игрок «Ракува». В сезоне 2022/23 вратарь дебютировал на международном уровне — в составе «Ракува» он выступал в матчах Лиги конференций.

## Карьера в сборной
В сентябре 2022 года в товарищеском матче против Латвии Трелёвский дебютировал в составе молодёжной сборной Польши.

## Достижения
«Ракув»
- Чемпион Польши: 2022/23
- Обладатель Кубка Польши: 2021/22